# Myrmecotypus rettenmeyeri
Myrmecotypus rettenmeyeri är en spindelart som beskrevs av Unzicker 1965. Myrmecotypus rettenmeyeri ingår i släktet Myrmecotypus och familjen flinkspindlar.
Artens utbredningsområde är Panama. Inga underarter finns listade i Catalogue of Life.